# Höchstleistungsrechenzentrum Stuttgart

Logo des Höchstleistungsrechenzentrum Stuttgart (HLRS)

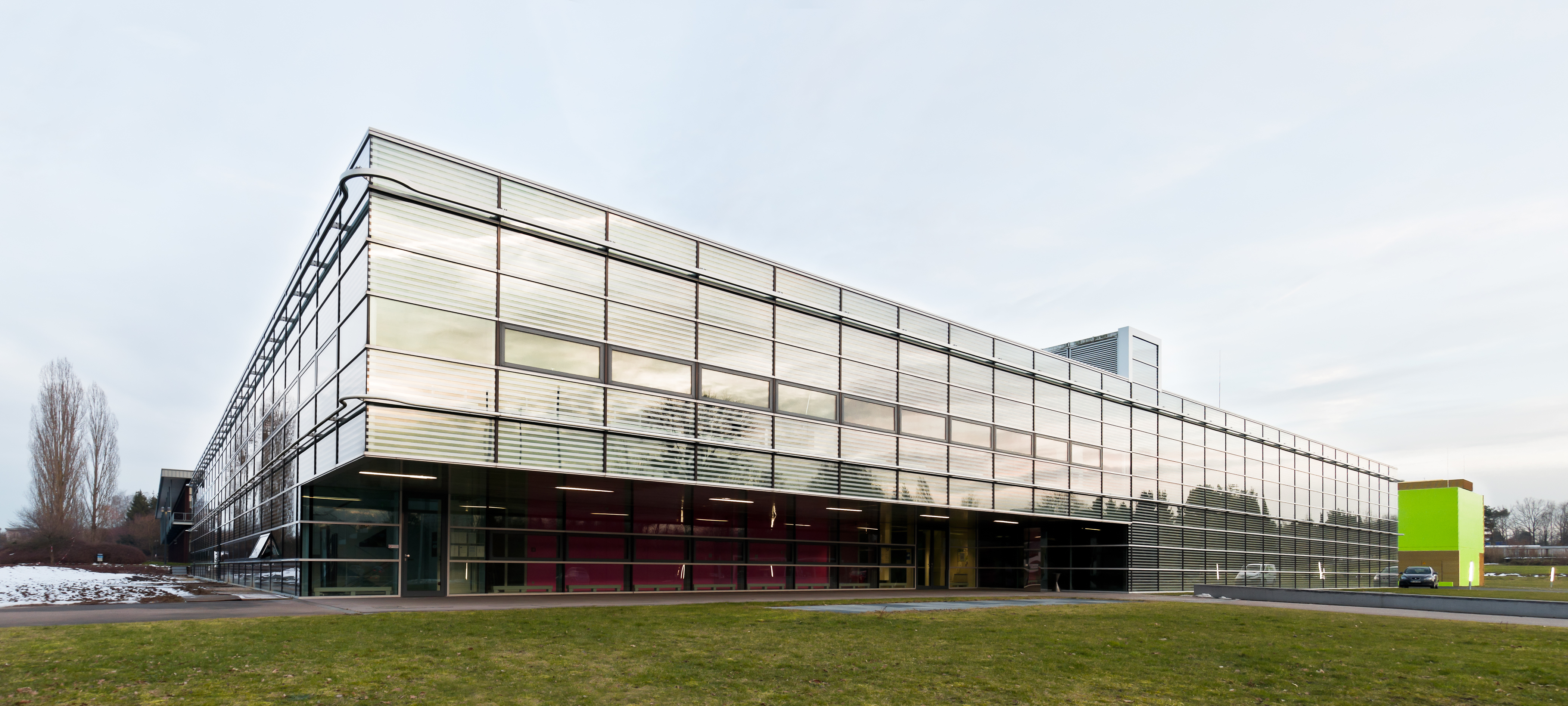
Gebäude auf dem Forschungscampus Stuttgart-Vaihingen

Das Höchstleistungsrechenzentrum Stuttgart (HLRS) ist ein Rechenzentrum, das Wissenschaft und Industrie Zugang zu Supercomputern bietet. Es wurde 1995 unter dem Dach des Rechenzentrums der Universität Stuttgart (RUS) gegründet und ist seit dem Jahr 1996 das erste deutsche Bundeshöchstleistungsrechenzentrum. Das HLRS ist seit 2003 eine eigenständige zentrale Einrichtung der Universität Stuttgart. Es beherbergt mit Stand Oktober 2020 den fünftschnellsten Supercomputer Europas, ein HPE Apollo 9000-System mit dem Namen Hawk und einer maximalen Rechenleistung von 26 Peta-FLOPS. Er ging 2020 in Betrieb und die Kosten lagen bei etwa 38 Millionen Euro.
Das HLRS betreibt Rechner, betreut deutsche und europäische Benutzer und bietet ein intensives Schulungsprogramm für seine Nutzer an. Darüber hinaus betreibt das HLRS eigene Forschung auf dem Gebiet des Höchstleistungsrechnens. Schwerpunkte liegen auf den Themen der Skalierbarkeit, der Leistungsoptimierung, des Big Data, des Green IT, in den Anwendungsbereichen Gesundheit, Umwelt, Energie und Mobilität, sowie in der Untersuchung sozialer, politischer und philosophischer Aspekte der Simulation. Für seine Forschungsarbeiten wurde das HLRS mehrfach international ausgezeichnet. Das HLRS macht seine Rechner und Services seit 1995 über eine Public-Private-Partnership mit Porsche und T-Systems auch der Industrie zugänglich. Mit der Gründung des Automotive Simulation Center Stuttgart (ASCS) hat das HLRS eine Entwicklungs- und Forschungsplattform mit der Automobilindustrie geschaffen, auf der vorwettbewerbliche Forschung in enger Abstimmung von Automobilherstellern, Zulieferern, Rechnerherstellern und Softwarefirmen zum optimale Einsatz in der Verbesserung der Mobilität beiträgt.

## Supercomputer

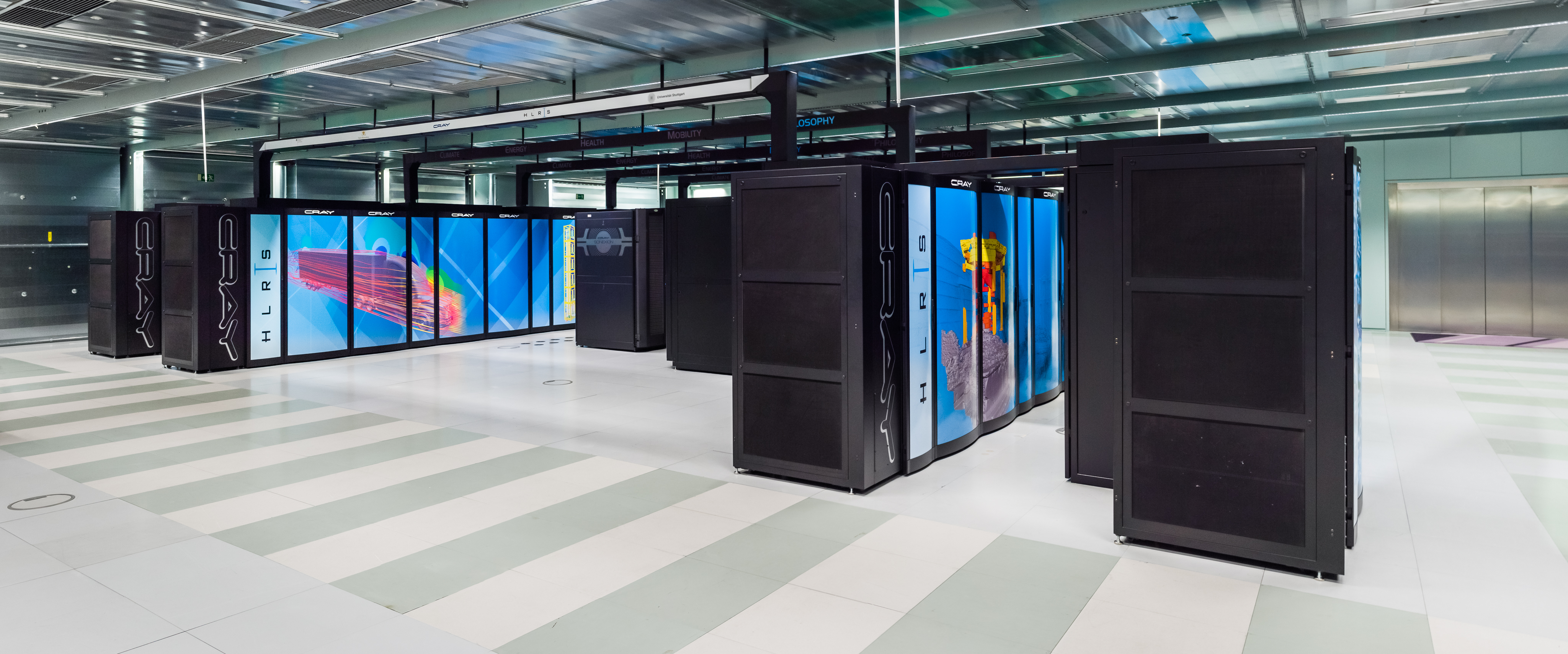
Cray XC40 „Hazel Hen“.

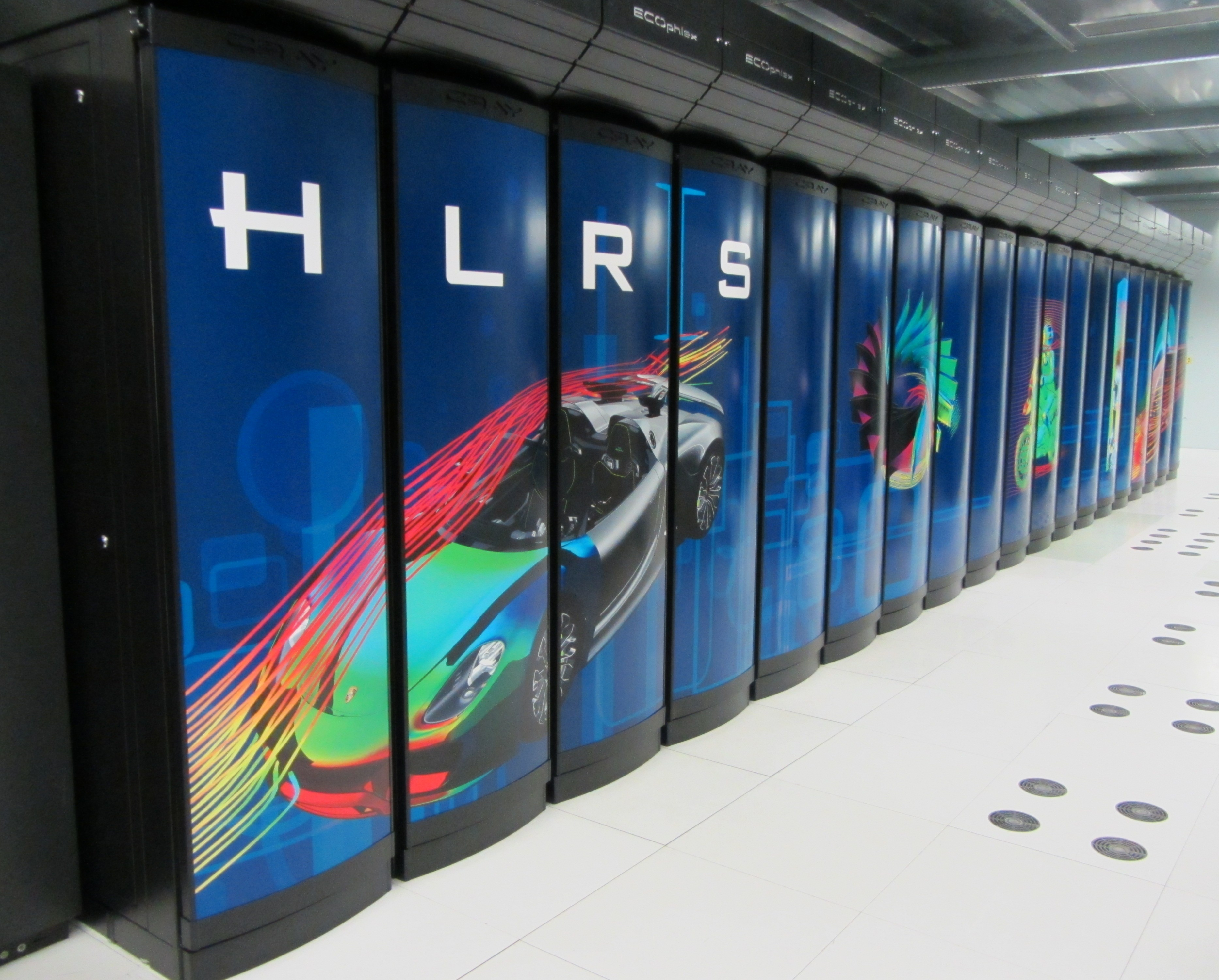
Cray XE6

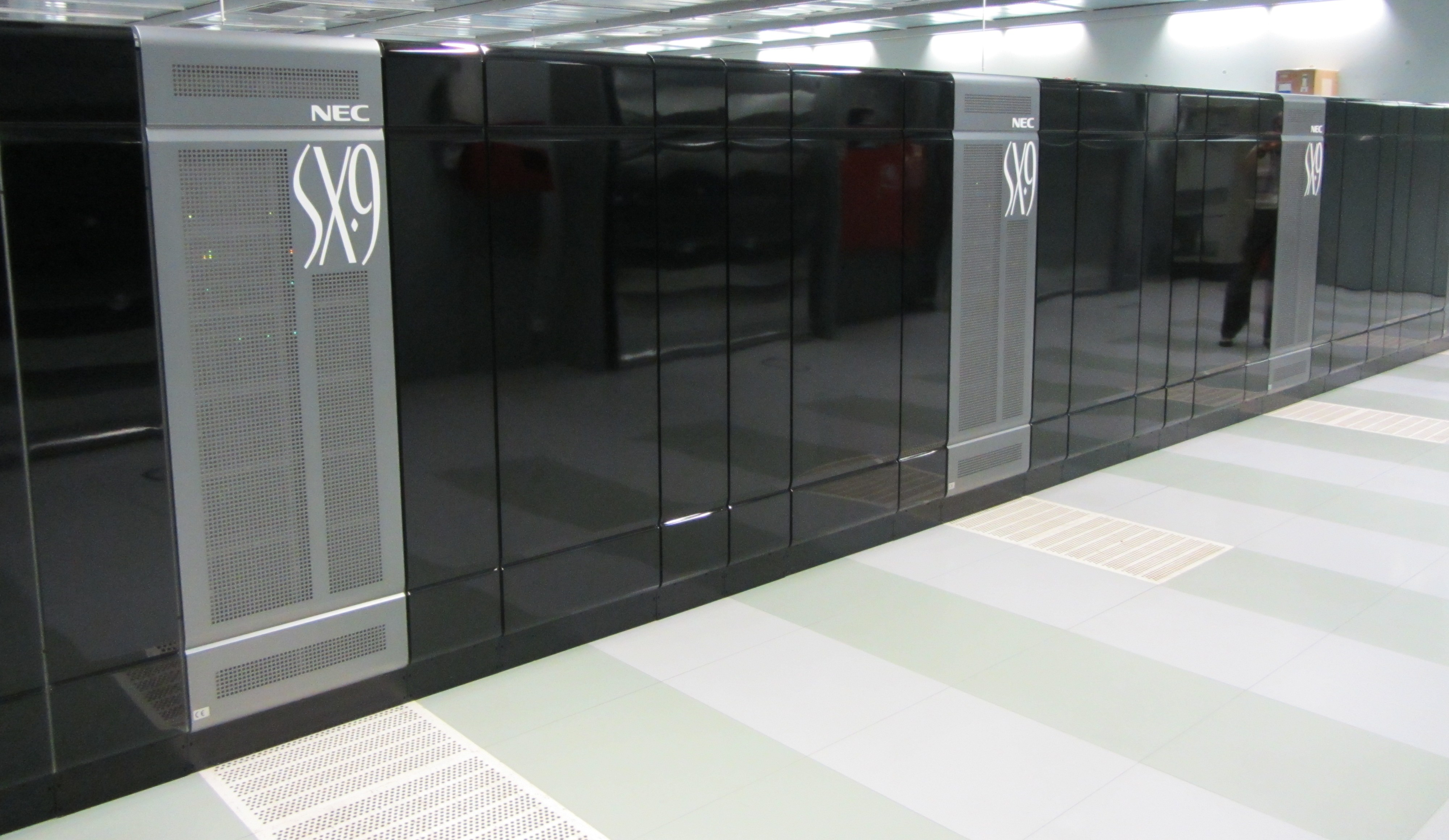
NEC SX-9

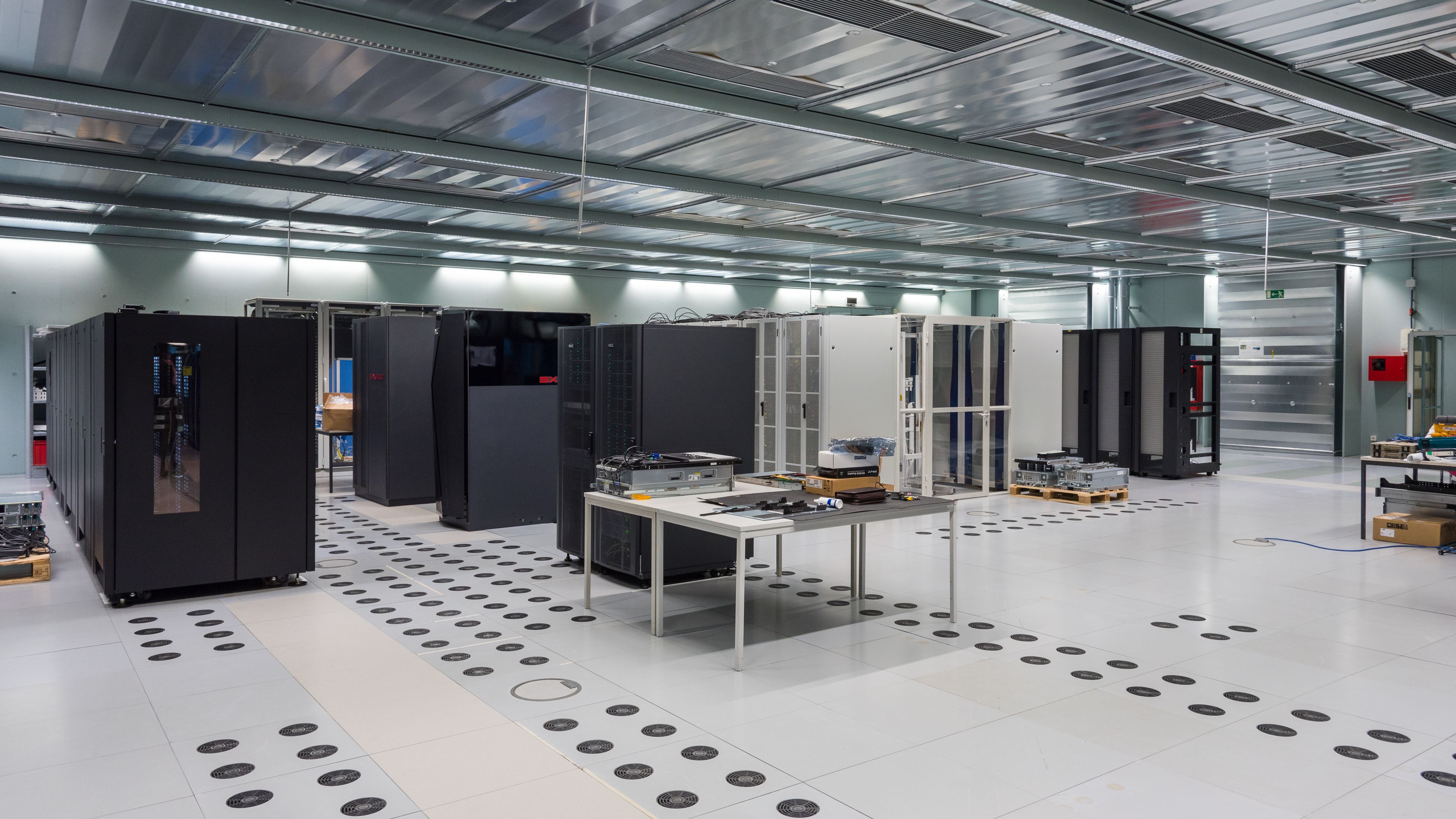
NEC SX-ACE (links) und NEC Cluster (rechts, weiß).

Seit Oktober 2015 war das Kernsystem des HLRS ein Cray XC40 System Hazel Hen mit einer Maximalleistung von 7,42 Peta-FLOPs. Seit Februar 2020 wurde Hazel Hen ersetzt durch das HPE Apollo 9000 System Hawk mit rund 26 Peta-FLOPs Peak Performance. Der Supercomputer Hawk ist (Stand Juli 2021) der fünftschnellste Supercomputer im Gebiet der EU und auf Platz 18 weltweit.
Weitere Systeme sind der NEC Cluster (Vulcan und Vulcan2). Darüber hinaus wird eine Vielzahl kleinerer Systeme betrieben, die zu Testzwecken (NEC SX-ACE) oder z. B. für die Entwicklung und Visualisierung eingesetzt werden. Zur dreidimensionalen Darstellung von Simulationsergebnissen steht eine Cave mit fünf Projektionsflächen zur Verfügung.
Geplant ist, im Jahr 2025 mit Hunter und im Jahr 2027 mit Herder, zwei Exascale Supercomputer in Betrieb zu nehmen, wobei Hunter das seit 2020 betriebene System Hawk ersetzen soll. Die Kosten für die beiden Systeme belaufen sich auf 115 Millionen Euro.

## Geschichte
Das Höchstleistungsrechnen in Stuttgart geht auf eine lange Tradition zurück, die in den Bereichen der Luft- und Raumfahrt (John Argyris) sowie der Nukleartechnik (Roland Rühle) ihre Ursprünge hat. Die Eingliederung dieser Aktivitäten in eine zentrale Einrichtung geht auf die Anschaffung des damals leistungsstärksten Supercomputers Cray-2, einem Vektorrechner, durch Lothar Späth im Jahre 1986 zurück.
Bei der Gründung des HLRS 1996 verfügte das HLRS mit einer NEC SX-4, ebenfalls ein Vektorrechner, mit einer Spitzenleistung von 64 Gigaflops und einer Cray T3E/512 mit 461 Gigaflops theoretischer Rechenleistung über zwei unterschiedliche Systeme die gleichermaßen weltweit zur Spitze zählten. Erster Direktor des HLRS war Roland Rühle, der das HLRS als Bereich des Rechenzentrums der Universität Stuttgart (RUS) etablierte. Zuständiger Bereichsleiter – und damit erster Leiter des HLRS – war Alfred Geiger. Im Jahr 1999 wurde das HLRS von der amerikanischen National Science Foundation (NSF) für seine Arbeiten auf dem Gebiet des verteilten Höchstleistungsrechnens ausgezeichnet. Im Jahr 2000 wurden eine NEC SX-5/32M2 und eine Hitachi SR-8000 beschafft, die eine theoretische Rechenleistung von jeweils 128 Gigaflops aufwiesen.
Im Jahr 2002 wurde das HLRS nach der Pensionierung von Roland Rühle als eigenständige Einrichtung vom Rechenzentrum der Universität Stuttgart abgetrennt. Die Leitung übernahm Michael M. Resch. Im Jahr 2003 gewann das HLRS die HPC Challenge in den USA. Die 2003 beschaffte NEC SX-6 (sechs Knoten, 440 GigaFlops Peak Performance) war erneut ein Vektorrechner. Im selben Jahr wurden auch ein AMD Opteron-Cluster und ein Intel Xeon-Cluster beschafft. Die Installation des Vektorrechners NEC SX-8 (12,8 TeraFlops Peak) erfolgte im Jahr 2005, wofür auch ein neues Gebäude errichtet wurde. 2007 war das HLRS Gründungsmitglied des deutschen Gauss Centre for Supercomputing (GCS), in dem die drei deutschen Bundeshöchstleistungsrechenzentren zusammengeschlossen sind. 2010 erfolgte der Neubau eines Energieversorgungsgebäudes. 2011 wurde mit der Cray XE6 der erste Rechner mit einer Leistung von mehr als einem Peta-FLOPs installiert, der im Dezember 2014 durch das Cray XC40-System „Hornet“ ersetzt wurde (Peak Performance: 3,8 Peta-FLOPs). Seit 2012 versorgt das HLRS auch europäische Benutzer im Rahmen von PRACE mit Rechenzeit. Im Oktober 2012 hat das HLRS ein neues Forschungsgebäude in Betrieb genommen, in dem auch eine neue 5-Seiten CAVE installiert wurde.
Organisatorisch war das HLRS innerhalb der Universität Stuttgart von 2012 bis 2016 Mitglied eines Verbundes von drei Zentren, die im Informations- und Kommunikationszentrum der Universität Stuttgart (IZUS) zusammengefasst wurden. 2017 eröffnete das HLRS ein neues Schulungsgebäude. Der Schulungssaal wurde nach dem ersten Direktor Roland Rühle benannt. Am 19. Februar 2020 wurde der neue Supercomputer Hawk eingeweiht. Am 16. Januar 2025 wurde der neue Rechner Hunter eingeweiht.

## Zugang und Betrieb
Die Großrechner werden vom HLRS betrieben und sind für unterschiedliche Benutzer zugänglich.
Wissenschaft: Die Vergabe von Rechenzeit erfolgt über einen wissenschaftlichen Lenkungsausschuss (LA). Dessen Mitglieder werden je zur Hälfte von der Deutschen Forschungsgemeinschaft (DFG) sowie der baden-württembergischen Landesrektorenkonferenz (LRK) nominiert. Anträge werden am HLRS eingereicht und werden von dort an den LA weitergeleitet. Im Rahmen der gesamtdeutschen Kooperation im Gauss Centre for Supercomputing (GCS) werden sehr große Anträge von einem gesamtdeutschen Ausschuss begutachtet, der sich aus den Ausschüssen der drei Mitgliedszentren des GCS zusammensetzt. Herausragende Projekte können über die europäische HPC Partnerschaft PRACE Zugang erhalten. Auch auf diesem Weg erfolgt eine Begutachtung durch ein wissenschaftliches Gremium.
Industrie: Die Rechner des HLRS werden über die Höchstleistungsrechner für Wissenschaft und Wirtschaft GmbH (hww) auch an die Industrie vermietet. Neben dem HLRS, das die Rechner betreibt, sowie dem KIT und dem Land Baden-Württemberg, sind T-Systems, T-Systems Solutions for Research GmbH und Porsche weitere Gesellschafter. Reiner Produktionsbetrieb wird über die hww angeboten und vertrieben.
Kommerzielle Kooperation / Test: Für kommerzielle Nutzung im Rahmen einer Kooperation oder für Projekte, in deren Rahmen Firmen Zugang zum Rechner testen wollen, kann im Rahmen einer Kooperation ein Zugang erfolgen. In diesem Fall sind die Kosten einer Industrienutzung zu tragen.
Die Nutzung der Rechner für militärische Zwecke ist grundsätzlich ausgeschlossen. Ebenso ausgeschlossen ist die Nutzung von Rechnern für Angelegenheiten die vom deutschen Außenhandelsgesetz und den entsprechenden Embargobestimmungen betroffen sind (Nukleartechnik, Raketentechnik, … für boykottierte Staaten).

## Forschung
Das HLRS betreibt eigene Forschung auf dem Gebiet des Höchstleistungsrechnens. Es wurde 1999 und 2003 für seine Forschungsarbeiten in den USA ausgezeichnet. In rund 35 Projekten arbeiten ca. 60 Wissenschaftler an Problemstellungen aus dem Bereich der Simulation und des Höchstleistungsrechnens. Die wichtigsten Forschungsthemen des HLRS sind
- Leistung

1. Analyse und Optimierung der Leistung von Rechnersystemen
2. Analyse und Optimierung der Leistung von Anwendungsprogrammen
3. Analyse und Optimierung von Datenhaltungssystemen und Filesystemen

- Daten & KI

1. Handhabung sehr großer Datenmengen
2. Data Analytics
3. Machine Learning
4. Künstliche Intelligenz

- Green IT

1. Analyse und Optimierung des Energieverbrauchs von Rechnersystemen
2. Analyse und Optimierung des Energieverbrauchs von Anwendungen

- Parallele und verteilte Systeme

1. Cloud / Grid Konzepte und Anwendungen
2. Hochskalierende Algorithmen und Methoden
3. Parallele Programmiermodelle und Sprachen

- Anwendungen (gemeinsam mit Anwendungspartnern)

1. Gesundheit: Knochensimulationen und Simulationen von Blutströmungen
2. Umwelt: Simulation lokaler Auswirkungen von Umwelteinflüssen
3. Energie: Simulation energetischer Systeme
4. Mobilität: Simulation von fahrzeugtechnischen Fragestellungen
5. Global Systems Science

- Visualisierung

1. Virtual Reality
2. Augmented Reality

- Gesellschaft und Politik

1. Höchstleistungsrechnen im Schulunterricht
2. Simulation in der politischen Entscheidungsfindung
3. Philosophische und soziologische Aspekte des Höchstleistungsrechnens

Derzeit ist das HLRS im Rahmen der Exzellenzinitiative des Bundes im Exzellenzcluster „Simulation Technology“ engagiert. Der Direktor des HLRS ist Principal Investigator im Exzellenzcluster. Darüber hinaus ist das HLRS als Projektpartner im Sonderforschungsbereich 716 „Dynamische Simulation von Systemen mit großen Teilchenzahlen“ beteiligt. In Europa ist HLRS ein führender Partner in einer Reihe von Projekten zur Entwicklung neuer Hardware und Softwaretechnologien für Clouds und Höchstleistungsrechner.

## Weitere Aktivitäten
- Ausbildung: Das HLRS engagiert sich im Vorlesungsbetrieb der Universität Stuttgart. Über den Direktor des Zentrums ist das HLRS durch Vorlesungen in die Studiengänge des Maschinenbaus eingebunden.
- Weiterbildung: Das HLRS bietet verschiedene Kurse zum Thema High-Performance Computing an. Behandelt werden z. B. Programmiersprachen aus dem Bereich des Hochleistungsrechnens (C, Fortran), parallele Programmierung mit MPI und OpenMP oder effiziente Methoden zur Lösung von Gleichungssystemen.
- Cray Development Center: Seit 2012 arbeitet das HLRS eng mit der Firma Cray an der Entwicklung von Software.
- Teraflop-Workbench: Der Teraflop-Workbench ist eine Kooperation zwischen dem HLRS und der Firma NEC. Ziel des Projekts ist es, existierende Anwendungen mit einer realen Rechenleistung im Teraflops-Bereich zu ermöglichen.[10]
- Gauss Centre for Supercomputing: Das Gauss Centre for Supercomputing ist ein Zusammenschluss der drei Bundeshöchstleistungsrechenzentren in Jülich (Jülich Supercomputing Centre/JSC), München-Garching (Leibniz-Rechenzentrum/LRZ) und Stuttgart (HLRS)
- HPC-Europa: Die Kooperation verschiedener Rechenzentren in Europa fördert den Austausch von Wissenschaftlern und ermöglicht die Benutzung von Supercomputern in anderen Ländern.[11]
- PRACE – Partnership for Advanced Computing in Europe: Prototypen und Software für zukünftige Petaflop-Systeme[12]

## Auszeichnungen
- 1999 High Performance Computing Award der US NSF: für die erste Kopplung zweier Großrechner zwischen Europa und den USA[13]
- 2003 HPC Challenge der Supercomputing
- 2007 Microsoft Award „Early Contributor to Microsoft's Windows Compute Cluster Server 2003“
- 2007 Ausgewählter Ort, Deutschland – Land der Ideen[14]
- 2007 Invited Plenary Talk bei SC’07 Reno/USA durch den Direktor des HLRS Michael Resch
- 2009 Ehrendoktortitel der Donetsk National Technical University, Ukraine für den Direktor des HLRS Michael Resch
- 2010 ITEA Gold Award für das Projekt ParMa
- 2011 Ehrendoktortitel der Russischen Akademie der Wissenschaften für den Direktor des HLRS Michael Resch
- 2012 Übermorgenmacherpreis des Landes Baden-Württemberg für den Direktor des HLRS Michael Resch
- 2013 2ter Platz beim Preis der Boschstiftung „Schule trifft Wissenschaft“ für das HLRS Projekt „Simulierte Welten“
- 2013 HPCwire 2013 readers' Choice Award for Best use of HPC Applications in Manufacturing for HLRS
- 2014 Ehrenprofessortitel der russischen Akademie der Wissenschaften für den Direktor des HLRS Michael Resch
- 2014 Auszeichnung des HLRS Projekts „Simulierte Welten“ als „Besonders Preiswürdig“ durch die Bildungsstiftung der Kreissparkasse für den Kreis Esslingen